# Montjean-sur-Loire
Pour les articles homonymes, voir Montjean.
 (mars 2013).
Si vous disposez d'ouvrages ou d'articles de référence ou si vous connaissez des sites web de qualité traitant du thème abordé ici, merci de compléter l'article en donnant les références utiles à sa vérifiabilité et en les liant à la section « Notes et références ».
Montjean-sur-Loire est une ancienne commune française située dans le département de Maine-et-Loire, en région Pays de la Loire, devenue le 15 décembre 2015 une commune déléguée de la commune nouvelle de Mauges-sur-Loire.
En 1956, Montjean a changé de nom pour devenir Montjean-sur-Loire.
La commune possède un important passé minier lié à l'exploitation du bassin houiller de Basse Loire.

## Géographie

### Localisation
Commune du Nord des Mauges, Montjean-sur-Loire est située à l'ouest du département de Maine-et-Loire sur la rive gauche de la Loire, approximativement dans un triangle formé par les villes de Angers, Nantes et Cholet. Ses paysages sont constitués de coteaux de vignes et de vergers.

### Géologie et relief
La commune repose sur le bassin houiller de Basse Loire.

### Hydrographie
Le module (ou débit moyen interannuel) de la Loire observé à la station de Montjean, site qui précède celui d'Angers, placé juste en amont, est estimé à approximativement 800 m3/s. Au niveau de l'ancienne commune du Maine-et-Loire, le cours ligérien, affecté d'un régime très fluctuant, s'écoule à raison de 256 m3/s en saison estivale, pour 1 520 m3/s en saison hivernale.

## Toponymie et héraldique

### Toponymie
Le 29 août 1956 Montjean est devenu Montjean-sur-Loire.

### Héraldique
| Blason de Montjean-sur-Loire | Blason  | D'or fretté de gueules.                          |
| Blason de Montjean-sur-Loire | Détails | Le statut officiel du blason reste à déterminer. |

## Histoire

### Préhistoire et Antiquité
Nous n'avons aucun témoignage de la présence d'hommes préhistoriques à l'exception de la trace de deux haches de pierre et une de bronze.
La trace écrite la plus ancienne conservée aux archives départementales nous apprend que le château de Montjean-sur-Loire fut pris par Réginald prince normand. Il y fut assiégé puis chassé en 924.

### Moyen Âge
Le premier seigneur connu de Montjean est Albéric 1er, mort en 1011, fidèle de Foulques Nerra. Pendant cinq siècles ses descendants guerroient auprès des grands, et au gré des alliances prennent la tête de fiefs importants tels Ussé, Sillé-le-Guillaume, Combourg, Cholet...
En 1493, François de Montjean fait construire à Bellevue un couvent pour les religieux de Saint-François (les cordeliers).

### Ancien Régime
Dernier du nom, René de Montjean hérite de la baronnie en 1515. Grand seigneur intrépide, mais aussi prodigue et joueur, il est blessé et fait prisonnier en 1525 à Pavie. En 1526, il épouse Philippe de Montespedon, dame de Beaupréau et de Chemillé, sans postérité.
Lieutenant-général en Piémont (1537), maréchal de France en 1538, il meurt en 1539. Sa sœur et héritière Anne de Montjean († 1562), veuve de Jean VII d'Acigné (vers 1490-1539) et mère de Jean VIII (vers 1525-1573), est la grand-mère de Judith d'Acigné (vers 1565-1598) qui épouse en 1579 le maréchal Charles II de Cossé (1550-1621). Montjean-sur-Loire appartient alors aux Cossé-Brissac. Les héritiers de François de Neuville, duc de Villeroy et fils de Marguerite de Cossé-Brissac, vendent en 1736 à Henri-François de Mailly de Viéville.
Un arrêt du conseil d'État du 8 janvier 1754 accorde la concession des mines de charbon de Montjean au seigneur, M. de Mailly, qui, en 1756, en confie l'exploitation à une association de mineurs belges. Le sous-sol de la commune recèle également de vastes bancs de calcaire et l'on trouve un four à chaux en activité dès 1411 au Croissement. Juste avant la Révolution, un Montjeannais, Jean-Jacques Clemenceau de la Lande, découvre le secret de la cuisson de la chaux avec du charbon de terre.

### Époque contemporaine
La Révolution française est plutôt bien accueillie car les mariniers, au gré de leurs péripéties, ont apporté les idées de liberté et d'égalité. Une garde républicaine de trois cents hommes est créée. Aux premiers jours du soulèvement vendéen, elle se porte contre les « insurgés » à La Pommeraye ; elle est repoussée, et le bourg occupé par les Vendéens jusqu'au 18 septembre 1793 ; les Républicains mettent le feu au château le 20. 

Le bourg est dévasté en 1794 ; la municipalité se réfugie dans l'île formée par la Loire et un de ses bras. Encore en 1801, un millier de réfugiés s'y sont rassemblés dans le pire dénuement. Dans la tourmente, la chétive paroisse de Châteaupanne disparaît, partagée entre Montjean (l'essentiel), La Pommeraye et Chalonnes-sur-Loire.
Au XVIIIe siècle l'industrie des fours à chaux se développe en même temps que celle des mines de charbon. En 1813, 176 ouvriers sont employés aux mines.

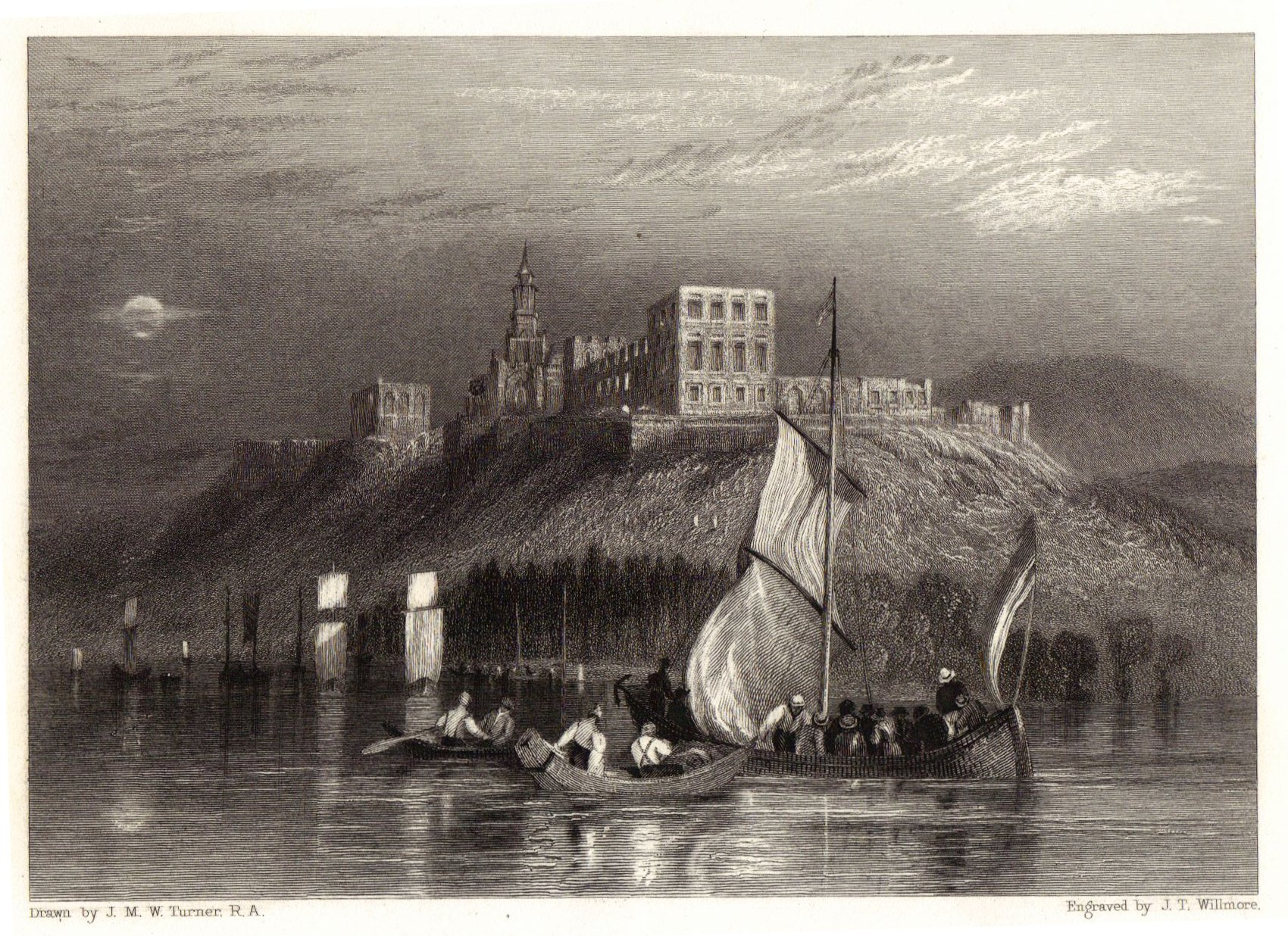
« Voyage sur la Loire » (1830) : gravure de William Turner représentant Montjean-sur-Loire et son château en ruine.

Une navigation intense est attestée en Loire depuis l'époque gallo-romaine. On estime qu'en 1838 6 000 bateaux, sans compter les bateaux à vapeur avec leurs innombrables passagers, passent chaque année devant Montjean - beaucoup s'y arrêtent. Les mariniers montjeannais ont leur part de ce trafic.
Le premier pont et la route qui conduit à la nationale 23 sont inaugurés en 1850, juste avant l'arrivée du chemin de fer sur l'autre rive. La levée de 12 km entre Montjean-sur-Loire et Saint-Florent-le-Vieil, qui protège l'agglomération et la vallée des crues de la Loire, vient aussi de s'achever. Les travaux commencés en 1784 ont été arrêtés par la Révolution et repris seulement vers 1845.
Le chemin de fer qui arrive vers 1850 capte ces transports de marchandises et de voyageurs. Cependant les mariniers montjeannais ne renoncent pas. Quand, en 1878, on envisage d'établir le quai en amont du pont, on constate que 89 bateaux (péniches) ont Montjean pour port d'attache. Ils sont encore une bonne soixantaine en 1900, qui, pour la plupart transportent la chaux vers la Bretagne en empruntant le canal de Nantes à Brest.
La production des mines de charbon s'élève à son apogée en 1891 à 16 200 tonnes. Entre-temps, les mines provoquent la fortune ou la ruine de plusieurs sociétés. Dernière en date, la Société des Mines et Fours-à-chaux de la Basse-Loire que dirige Edmond Heusschen (maire 1874-1876) occupe près de 400 ouvriers en 1885 et l'on creuse à 220 mètres de profondeur. Vers 1875, 13 fours à chaux fonctionnent sur la commune. Mais la médiocre qualité du charbon, l'irrégularité des couches, condamnent l'exploitation qui arrête définitivement en 1892. Les fours à chaux de Châteaupanne poursuivent leur activité jusqu'en 1962.
En 1940, le pont saute pour retarder l'avancée allemande (certaines parties de l'ancien pont sont encore visibles quand le niveau du fleuve est faible). En quelques semaines, les occupants en reconstruisent un sur pilotis, que viennent bombarder les forteresses américaines (les B 17) le 7 juin 1944, lendemain du débarquement en Normandie. La Queue de l'île et le Rivage sont gravement touchés et, sous les ruines, on dénombre 5 morts et plusieurs blessés. Le pont est reconstruit en 1948-1949.
La commune nouvelle de Mauges-sur-Loire naît le 15 décembre 2015 de la fusion des 11 communes de la communauté de communes, dont la création a été officialisée par arrêté préfectoral du 5 octobre 2015.

## Politique et administration

### Administration municipale

#### Administration actuelle
Depuis le 15 décembre 2015 Montjean-sur-Loire constitue une commune déléguée au sein de la commune nouvelle de Mauges-sur-Loire et dispose d'un maire délégué.
| Période                                  | Période  | Identité          | Étiquette | Qualité |
| ---------------------------------------- | -------- | ----------------- | --------- | ------- |
| décembre 2015                            | mai 2020 | Christian Maillet |           |         |
| mai 2020                                 | en cours | Bruno Rochard     |           |         |
| Les données manquantes sont à compléter. |          |                   |           |         |

#### Administration ancienne
| Période                                  | Période                    | Identité                 | Étiquette    | Qualité |
| ---------------------------------------- | -------------------------- | ------------------------ | ------------ | --- |
| Les données manquantes sont à compléter. |                            |                          |              | |
| 1893                                     | 1907                       | René-Charles Blachez     | Conservateur | Avocat, docteur en droit Conseiller d'arrondissement (1898 → 1904) Conseiller général de Saint-Florent-le-Vieil (1904 → 1929)                                         |
| 1907                                     | 1908                       | Édouard Clémenceau       |              | |
| 1908                                     | février 1929 (décès)       | René-Charles Blachez     | Conservateur | Avocat, docteur en droit Député de Maine-et-Loire (1924 → 1928) Conseiller général de Saint-Florent-le-Vieil (1904 → 1929) Président du conseil général (1922 → 1925) |
| 1929                                     | 1930                       | Fernand Heusschen        |              | |
| 1930                                     | juin 1944                  | Louis Guai               |              | |
| juin 1944                                | décembre 1944              | René Bureau du Colombier |              | Ancien colonel d'artillerie |
| décembre 1944                            | décembre 1944              | Louis Guai               |              | |
| décembre 1944                            | mars 1959                  | René Bureau du Colombier |              | Ancien colonel d'artillerie |
| mars 1959                                | septembre 1960 (démission) | Paul Avril               |              | |
| septembre 1960                           | juin 1995                  | Jean Terrien             | UDR puis RPR | Agent immobilier |
| juin 1995                                | décembre 2015              | Christian Maillet,       | DVD          | Chirurgien-dentiste |

### Jumelages et partenariats
En 2014, la commune de Montjean-sur-Loire est associée à celle de La Pommeraye, pour un jumelage avec les villes anglaises de :
- Wroxham (Angleterre) depuis 1994,
- Hoveton (Angleterre) depuis 1994,
- Belaugh (Angleterre) depuis 1994[12].

Ces jumelages de type coopération décentralisée, sur la thématique culture, tourisme et patrimoine, sont gérés par le comité de jumelage Montjean-sur-Loire - La Pommeraye.

### Ancienne situation administrative
La commune est membre en 2015 de la communauté de communes du canton de Saint-Florent-le-Vieil, elle-même membre du syndicat mixte Pays des Mauges. L'intercommunalité disparait à la création de la commune nouvelle.

## Population et société

### Évolution démographique
L'évolution du nombre d'habitants est connue à travers les recensements de la population effectués dans la commune depuis 1793. À partir du 1er janvier 2009, les populations légales des communes sont publiées annuellement dans le cadre d'un recensement qui repose désormais sur une collecte d'information annuelle, concernant successivement tous les territoires communaux au cours d'une période de cinq ans. 
Pour les communes de moins de 10 000 habitants, une enquête de recensement portant sur toute la population est réalisée tous les cinq ans, les populations légales des années intermédiaires étant quant à elles estimées par interpolation ou extrapolation. Pour la commune, le premier recensement exhaustif entrant dans le cadre du nouveau dispositif a été réalisé en 2006,.
En 2013, la commune comptait 3 115 habitants, en évolution de +13,48 % par rapport à 2008 (Maine-et-Loire : +3,3 %, France hors Mayotte : +2,49 %).
| 1793  | 1800  | 1806  | 1821  | 1831  | 1836  | 1841  | 1846  | 1851  |
| ----- | ----- | ----- | ----- | ----- | ----- | ----- | ----- | ----- |
| 2 500 | 1 755 | 1 850 | 2 124 | 2 404 | 2 770 | 2 910 | 3 046 | 3 126 |

| 1856  | 1861  | 1866  | 1872  | 1876  | 1881  | 1886  | 1891  | 1896  |
| ----- | ----- | ----- | ----- | ----- | ----- | ----- | ----- | ----- |
| 3 185 | 3 274 | 3 541 | 3 345 | 3 316 | 3 179 | 3 044 | 3 094 | 2 815 |

| 1901  | 1906  | 1911  | 1921  | 1926  | 1931  | 1936  | 1946  | 1954  |
| ----- | ----- | ----- | ----- | ----- | ----- | ----- | ----- | ----- |
| 2 894 | 2 795 | 2 592 | 2 185 | 2 193 | 2 124 | 2 070 | 1 895 | 1 842 |

| 1962  | 1968  | 1975  | 1982  | 1990  | 1999  | 2006  | 2011  | 2013  |
| ----- | ----- | ----- | ----- | ----- | ----- | ----- | ----- | ----- |
| 2 037 | 2 150 | 2 277 | 2 492 | 2 469 | 2 652 | 2 687 | 3 028 | 3 115 |

### Pyramide des âges
La population de la commune est relativement âgée. Le taux de personnes d'un âge supérieur à 60 ans (25,3 %) est en effet supérieur au taux national (21,8 %) et au taux départemental (21,4 %).
À l'instar des répartitions nationale et départementale, la population féminine de la commune est supérieure à la population masculine. Le taux (51,7 %) est du même ordre de grandeur que le taux national (51,9 %).
La répartition de la population de la commune par tranches d'âge est, en 2008, la suivante :
- 48,3 % d’hommes (0 à 14 ans = 19,7 %, 15 à 29 ans = 18,8 %, 30 à 44 ans = 20,5 %, 45 à 59 ans = 19,3 %, plus de 60 ans = 21,7 %) ;
- 51,7 % de femmes (0 à 14 ans = 17,7 %, 15 à 29 ans = 15,9 %, 30 à 44 ans = 18,4 %, 45 à 59 ans = 19,4 %, plus de 60 ans = 28,6 %).

| Hommes | Classe d’âge | Femmes |
| ------ | ------------ | ------ |
| 0,6    | 90 ans ou +  | 1,9    |
| 6,6    | 75 à 89 ans  | 10,7   |
| 14,5   | 60 à 74 ans  | 16,0   |
| 19,3   | 45 à 59 ans  | 19,4   |
| 20,5   | 30 à 44 ans  | 18,4   |
| 18,8   | 15 à 29 ans  | 15,9   |
| 19,7   | 0 à 14 ans   | 17,7   |

| Hommes | Classe d’âge | Femmes |
| ------ | ------------ | ------ |
| 0,4    | 90 ans ou +  | 1,1    |
| 6,3    | 75 à 89 ans  | 9,5    |
| 12,1   | 60 à 74 ans  | 13,1   |
| 20,0   | 45 à 59 ans  | 19,4   |
| 20,3   | 30 à 44 ans  | 19,3   |
| 20,2   | 15 à 29 ans  | 18,9   |
| 20,7   | 0 à 14 ans   | 18,7   |

## Économie

### Tissu économique
Sur 187 établissements présents sur la commune à fin 2010, 11 % relevaient du secteur de l'agriculture (pour une moyenne de 17 % sur le département), 9 % du secteur de l'industrie, 9 % du secteur de la construction, 55 % de celui du commerce et des services et 17 % du secteur de l'administration et de la santé.

### Tourisme
- Cap Loire, parc de découverte sur la batellerie de Loire (ouverture mai 2011).
- La Ligériade II, bateau croisière naviguant d'avril à novembre.
- Sentier intra-muros : découverte du patrimoine industriel et fluvial du village, à travers un parcours jalonné de 11 panneaux explicatifs.
- Le Fief des Cordeliers, ancien couvent des Cordeliers édifié en 1493, aujourd'hui établissement hôtelier privé.

De Fibres en Musique est un festival autour du travail du chanvre présenté chaque année le 3e week-end d'août à Montjean-sur-Loire.
On y trouve un office de tourisme, l'établissement Une autre Loire. Cet organisme couvre les trois communes de Montrevault-sur-Evre, Mauges-sur-Loire et Orée-d'Anjou.

## Lieux et monuments

### Bâtiments religieux
- La chapelle Saint-Aubin, datant du XIe siècle, possède les caractères du roman angevin[23].
- La chapelle Saint-Méen, érigée en 1887, fut un centre de pèlerinage assez important au début du XXe siècle. L'eau de sa source guérissait(?) de la gale. Elle est aujourd'hui en ruine et sa source est tarie.
- L'église Saint-Symphorien est bâtie (1858-1864) sur les ruines de l'ancien château. Elle est visible depuis la route nationale reliant Angers à Nantes.
- Le tombeau d'Edmond Heusschen, de forme pyramidale, se situe en dehors du cimetière. Bienfaiteur de la commune pour l'avoir rendue prospère dans les années 1850, cet ingénieur belge s'installa à Montjean 1854.

Église Saint-Symphorien
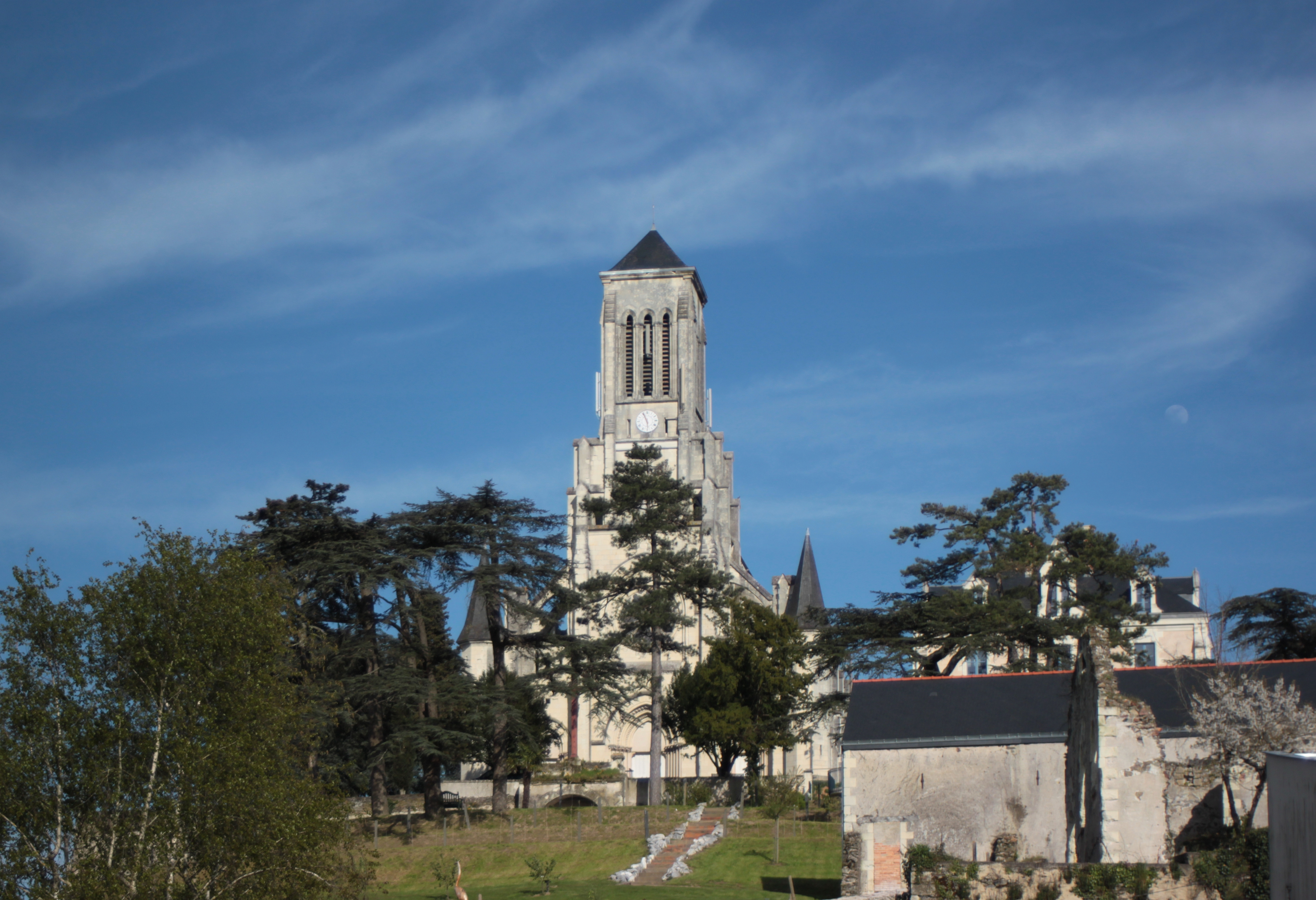
Église Saint-Syphorien, XIXe siècle.
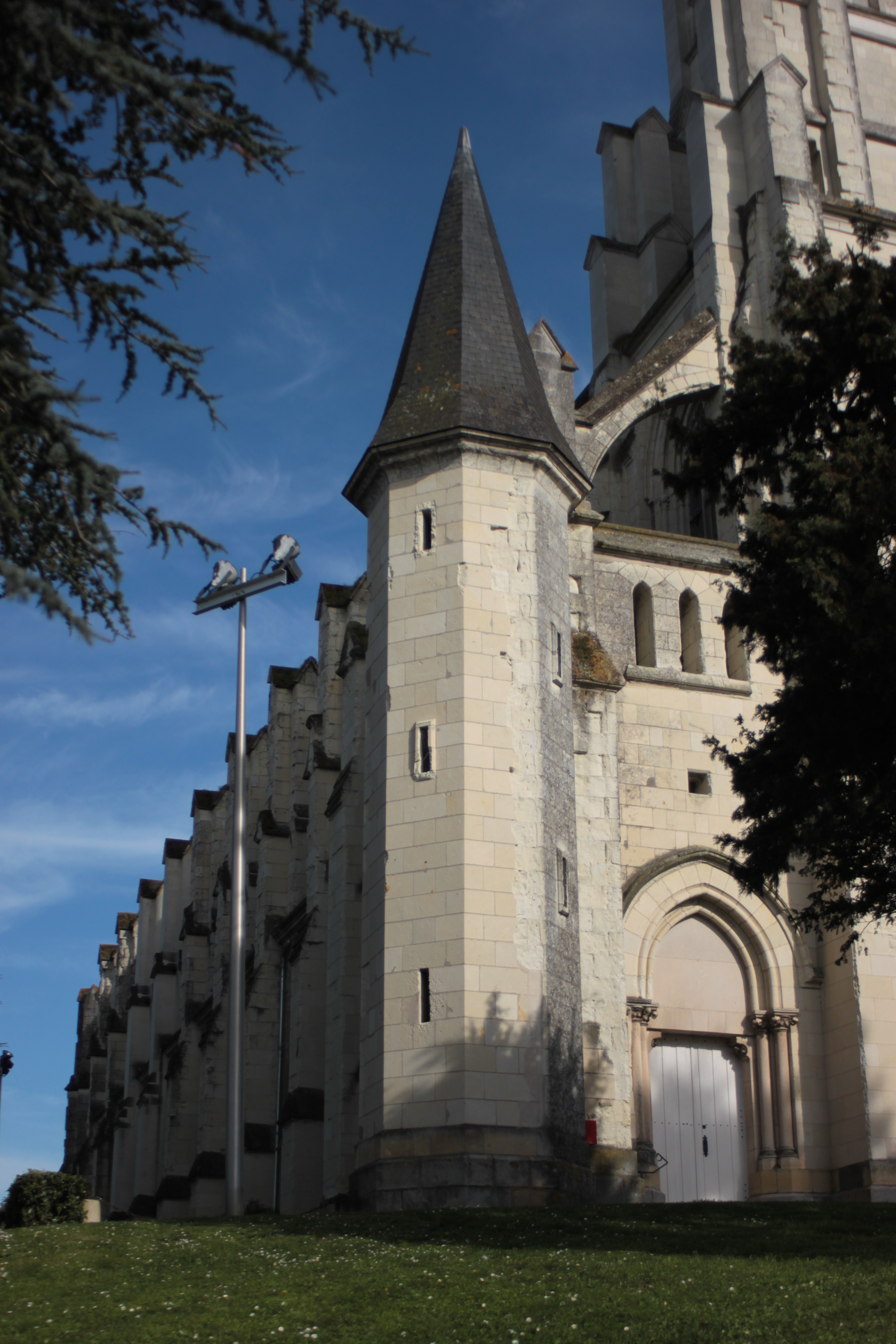
Tour-escalier.
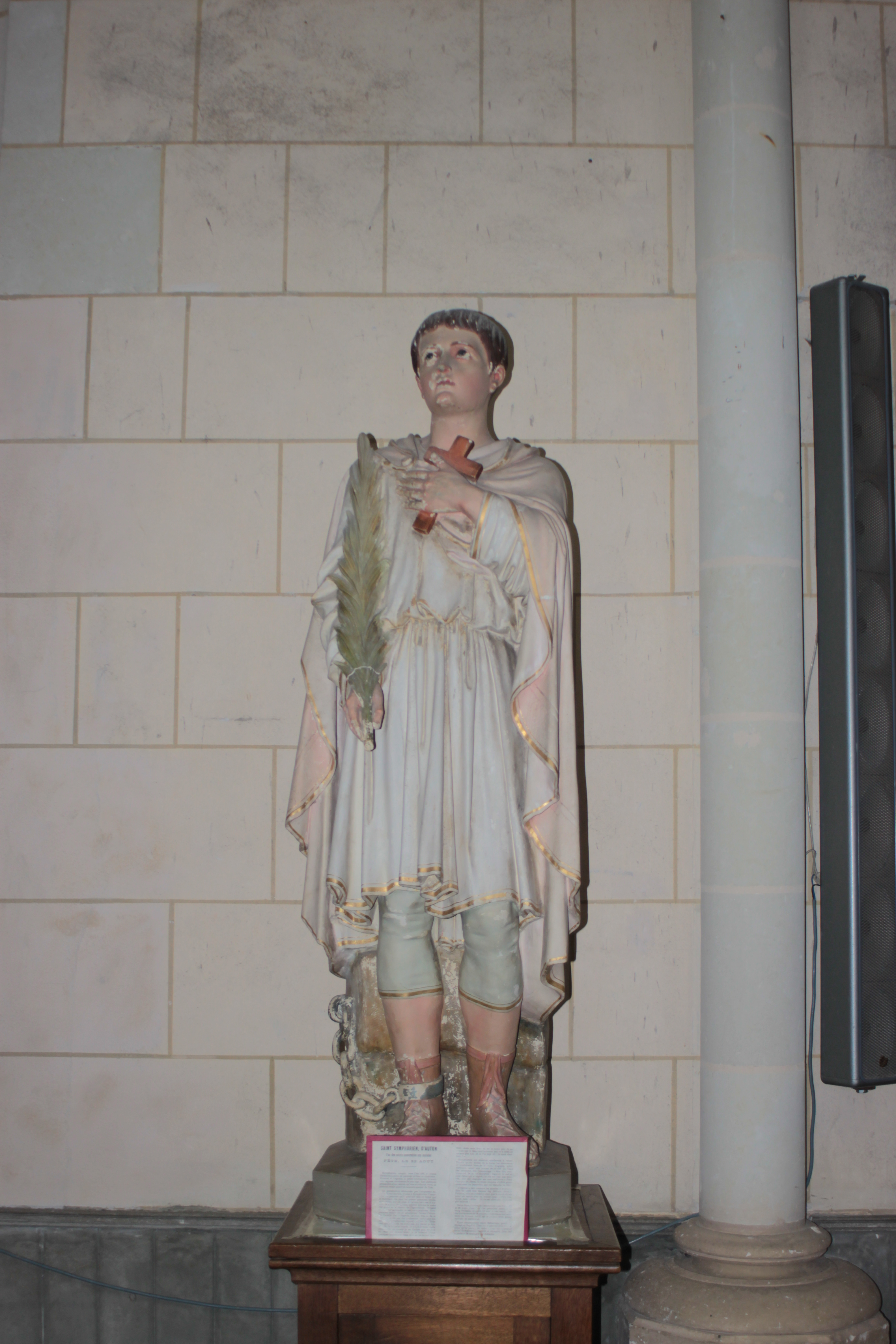
Statue de Saint-Symphorien.
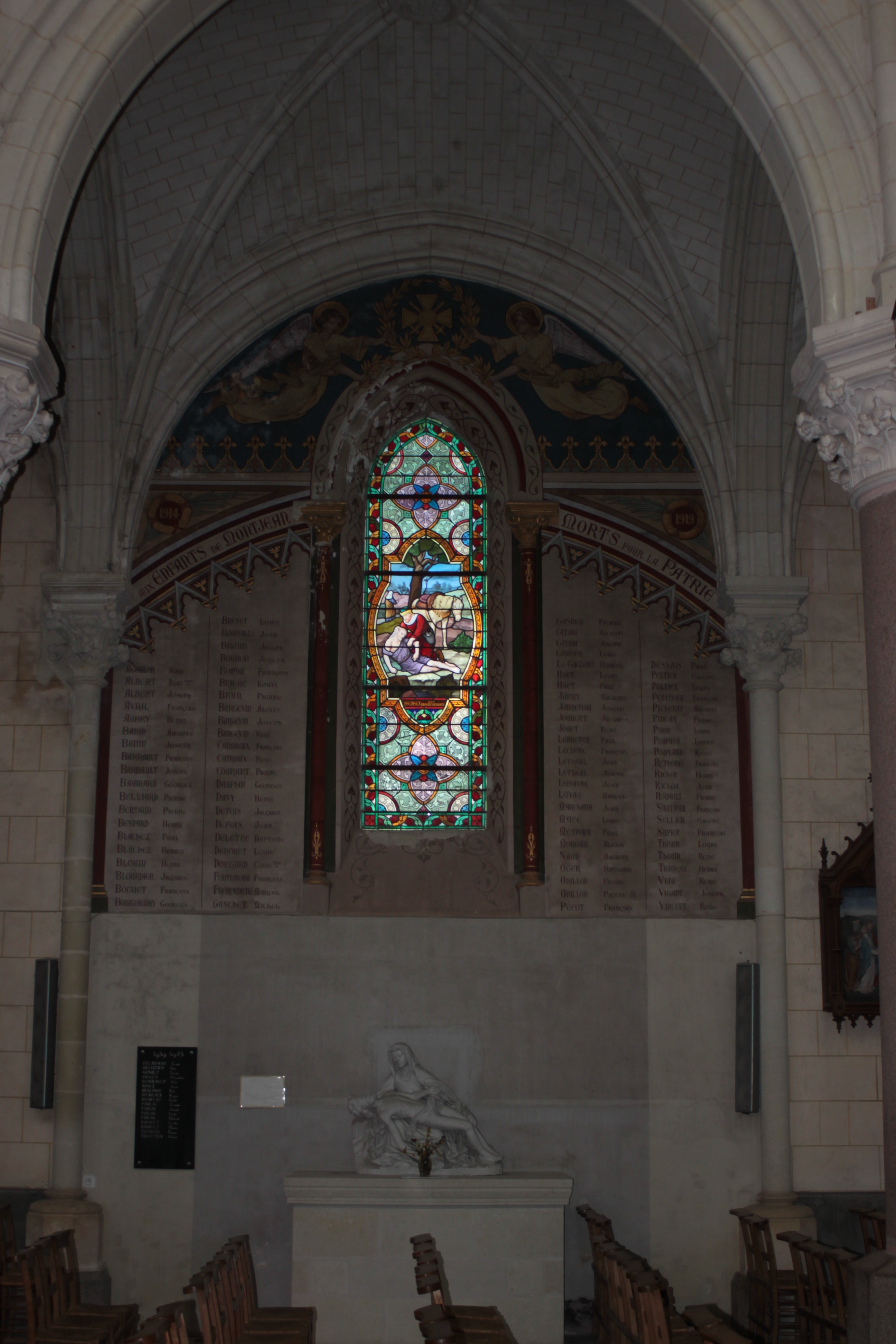
Absidiole nord.
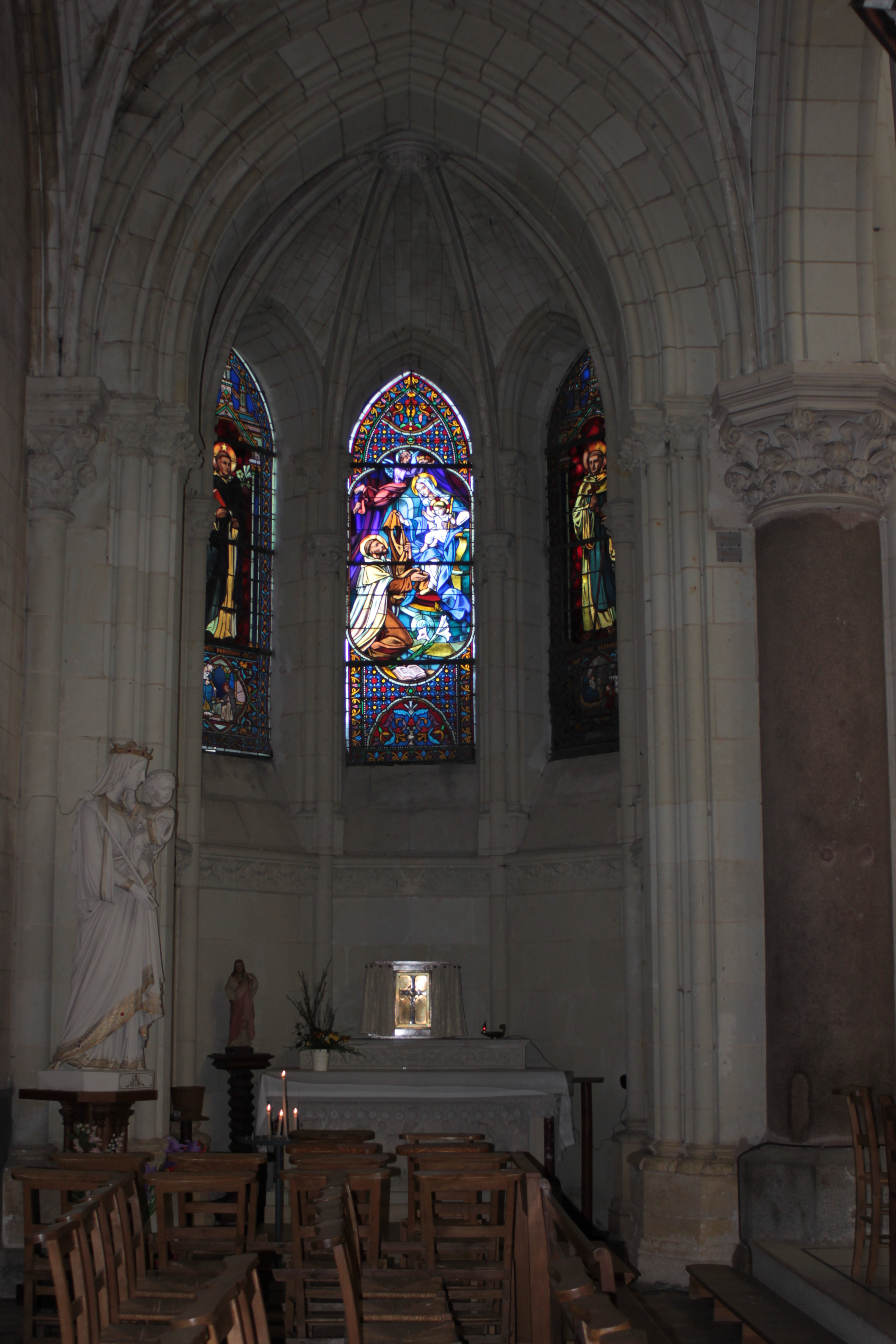
Absidiole nord.
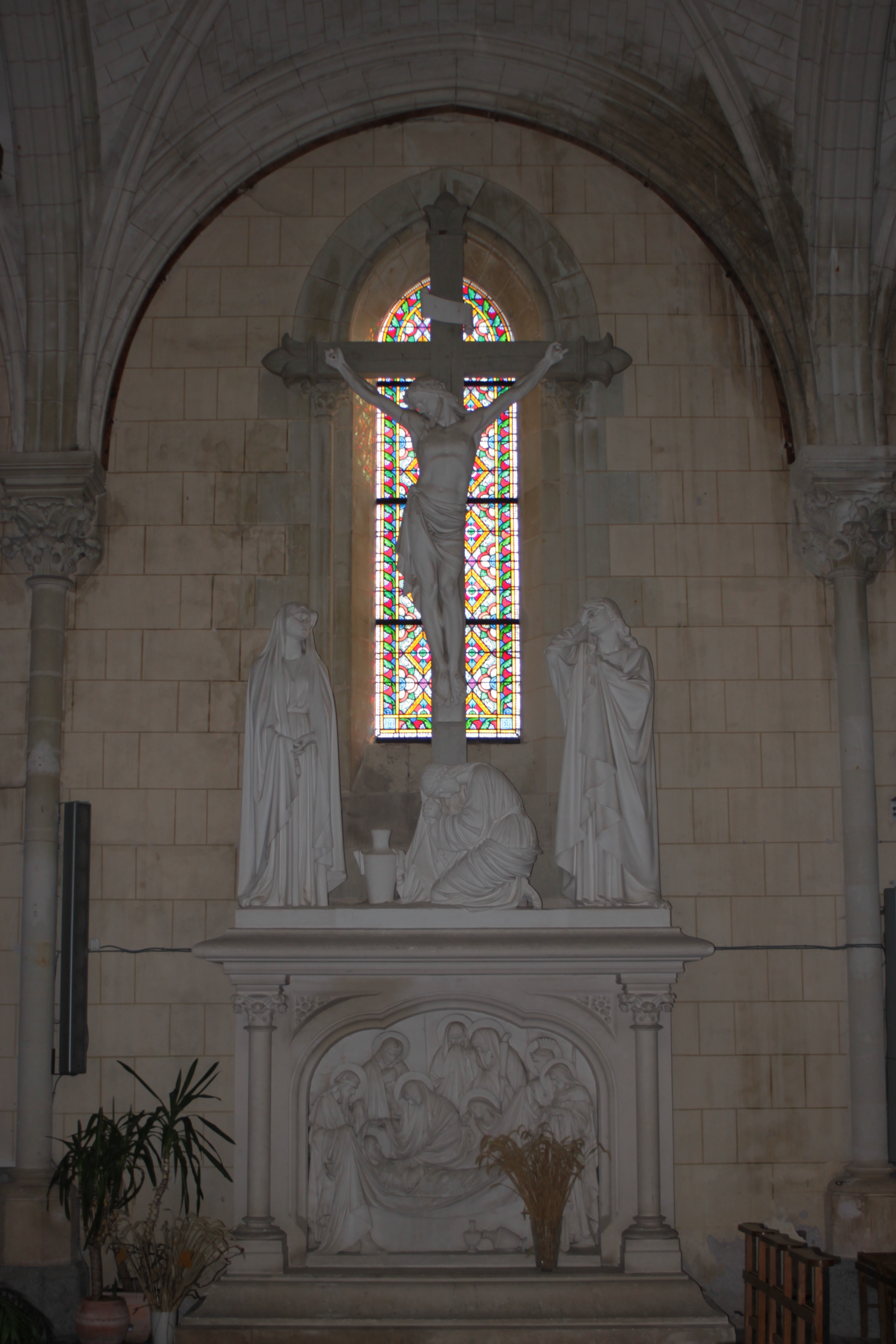
Absidiole sud.
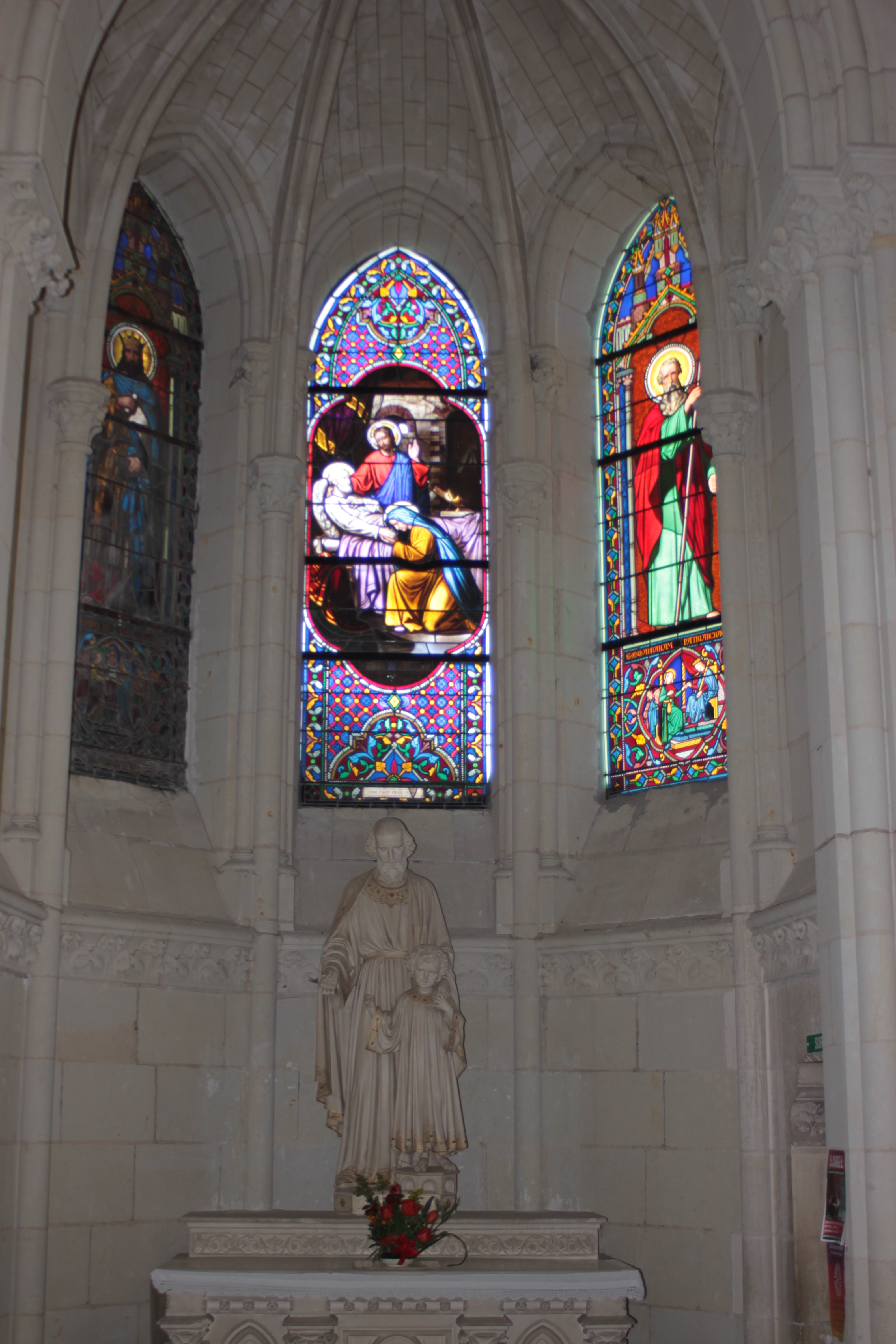
Absidiole sud.
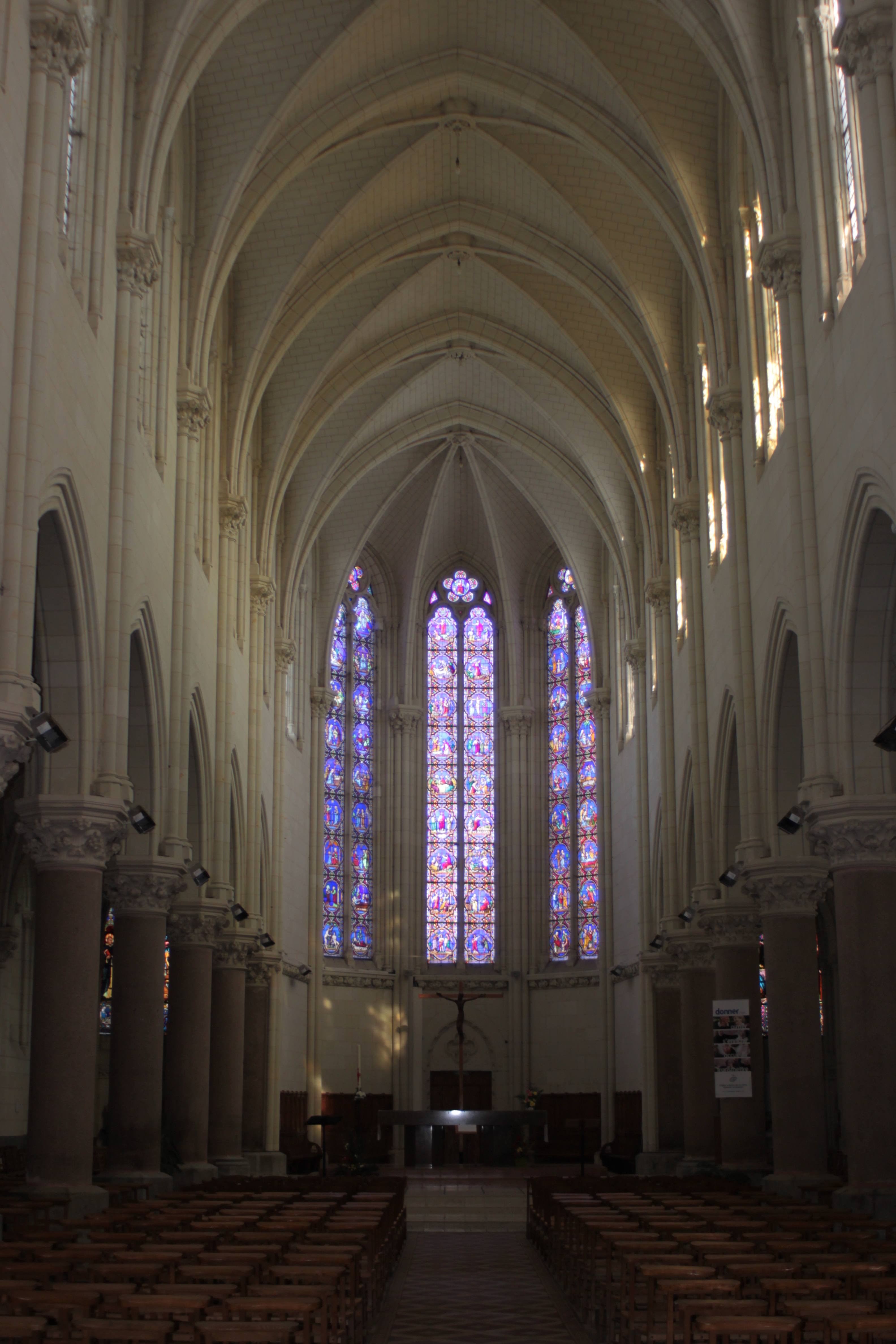
Nef.

### Châteaux et Villas
- Au Moyen Âge, un château est construit sur le coteau et la ville est une place forte avec enceinte. Il est aménagé à la Renaissance par le Seigneur René de Montjean, Maréchal de France. L'édifice est incendié à la Révolution. On peut trouver les représentions du château sur les œuvres du peintre Turner. Le château en ruine est finalement détruit vers 1860 pour laisser place à l'actuelle église Saint Symphorien (1864). Au nord, subsistent encore les remparts qui plongent à pic dans le Vallon. C’est l’actuel panorama.
- Du quai des mariniers en passant par le bourg et jusqu’au plus haut du coteau, Montjean présente un certain nombre de maisons et villas qu’il convient de citer, toutes faisant partie intégrante du patrimoine commun. On peut citer en premier lieu Bellevue ancien couvent des Cordeliers (édifié en 1493) et la Perrière habitée par les officiers de la baronnie de Montjean au XVIIe siècle (laquelle villa apparaît aussi sur les œuvres de Turner), la Villa Margot visible depuis les quais, Le Vallon dans le bourg sur la place du même nom, la mairie (1878), la propriété du Plessis (fin XIXème) et L’Epinay (1903).
- Bellevue, ouvre ses portes au public depuis juin 2007. La propriété, aujourd'hui nommée Le Fief des Cordeliers, a été totalement restaurée pour l'accueil en chambres d'hôtes et l'organisation de réceptions.
- Le Vallon a été construit vers 1840. La maison est rachetée par le directeur des mines Edmond Heusschen en 1854. Deux de ses enfants y sont nés. Sur ce domaine, le baron de Mailly a commencé l’exploitation minière dont il a reçu le privilège exclusif du roi en 1754.

### Bâtiments civils
- Le pont de Montjean date de 1948 après avoir été maintes fois détruit et reconstruit. Il enjambe la Loire avec ses 496 mètres de long.

### Bâtiments industriels
- Les Fours à chaux, témoins de l'activité industrielle passée de la commune : le complexe chaufournier de Pincourt, le site chaufournier de Châteaupanne et le site chaufournier de la Maison-Blanche.
- Le chevalement du puits de la Tranchée (mine de charbon), construit en 1874, et considéré comme un des plus importants des 13 chevalements de mines de charbon conservés en France (haut de 32 mètres). C'est un des très rares chevalements en pierre encore presque intact.

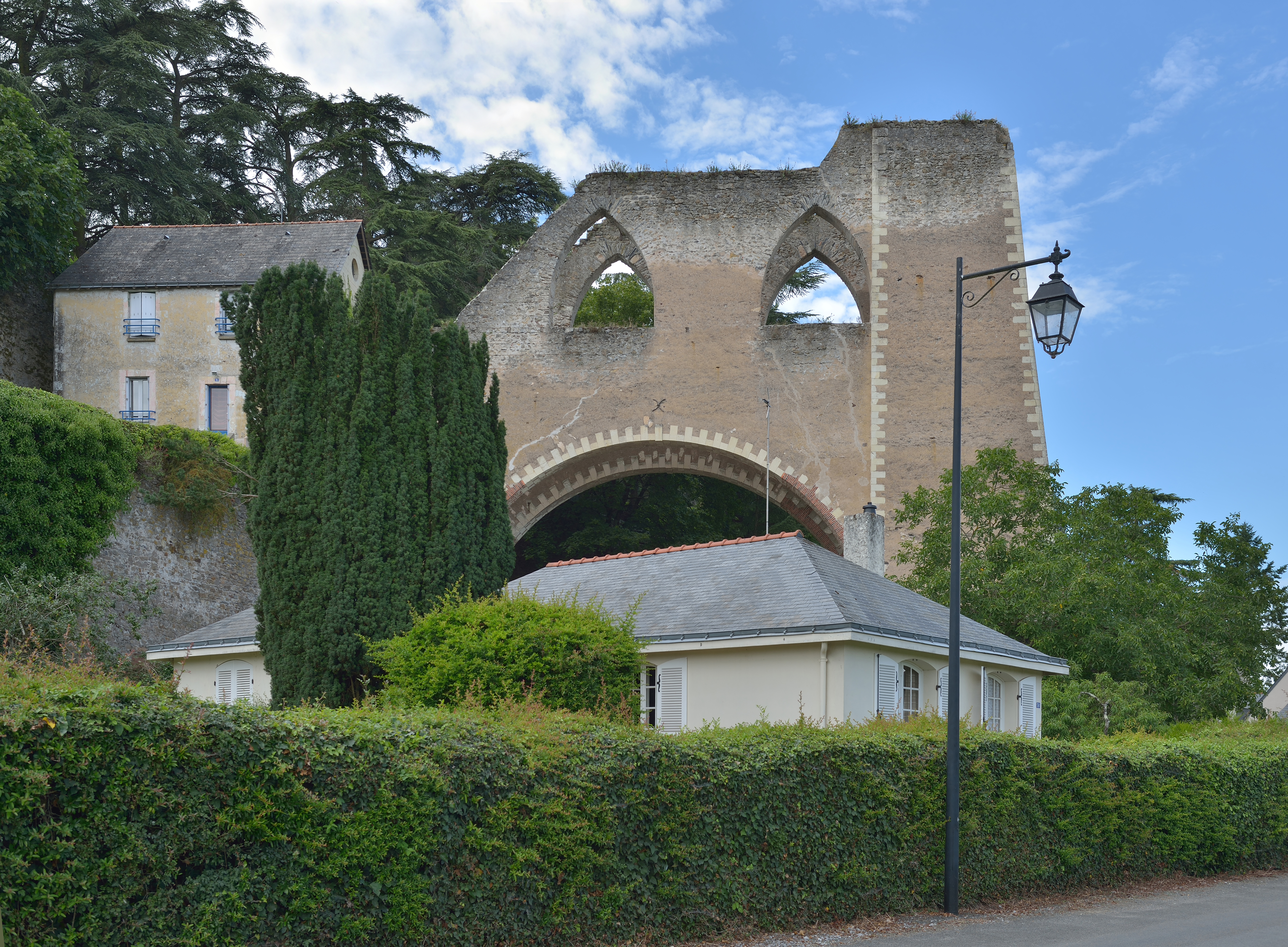
L'ancien bâtiment d'extraction du puits.
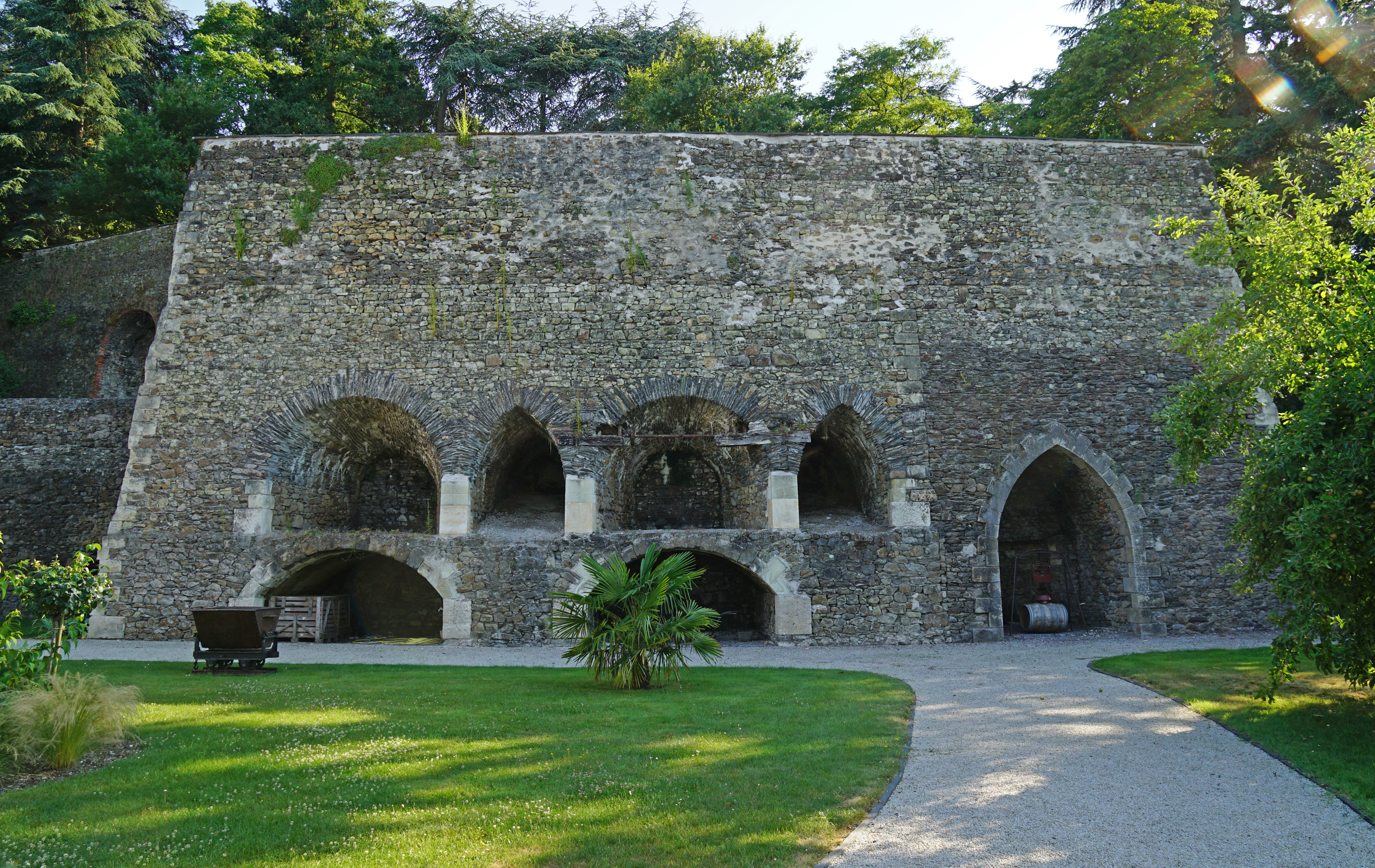
Anciens fours à chaux.

### Autres lieux et monuments
- Paléobotanique : Dans la carrière de Châteaupanne ont été découverts deux fossiles de plantes dénommés "Armoricaphyton chateaupannense"[24] dont les tiges étaient faites de bois. L'importance de cette découverte est double : elle recule de 10 M d'années la date d'apparition du bois soit 407 millions d'années[25] ; et parce que la plante ne mesure que de 10 à 20 cm de hauteur, elle prouve que le bois est apparu avant les feuilles et les graines, et s'est développé à l'origine pour aider la circulation de la sève et non pour soutenir la plante structurellement dans sa croissance comme on le pensait jusqu'alors ; cette fonction de support est donc intervenue plus tard[26].
- La gabarre "La Montjeannaise" participe à de nombreux événements extérieurs en lien avec la batellerie traditionnelle

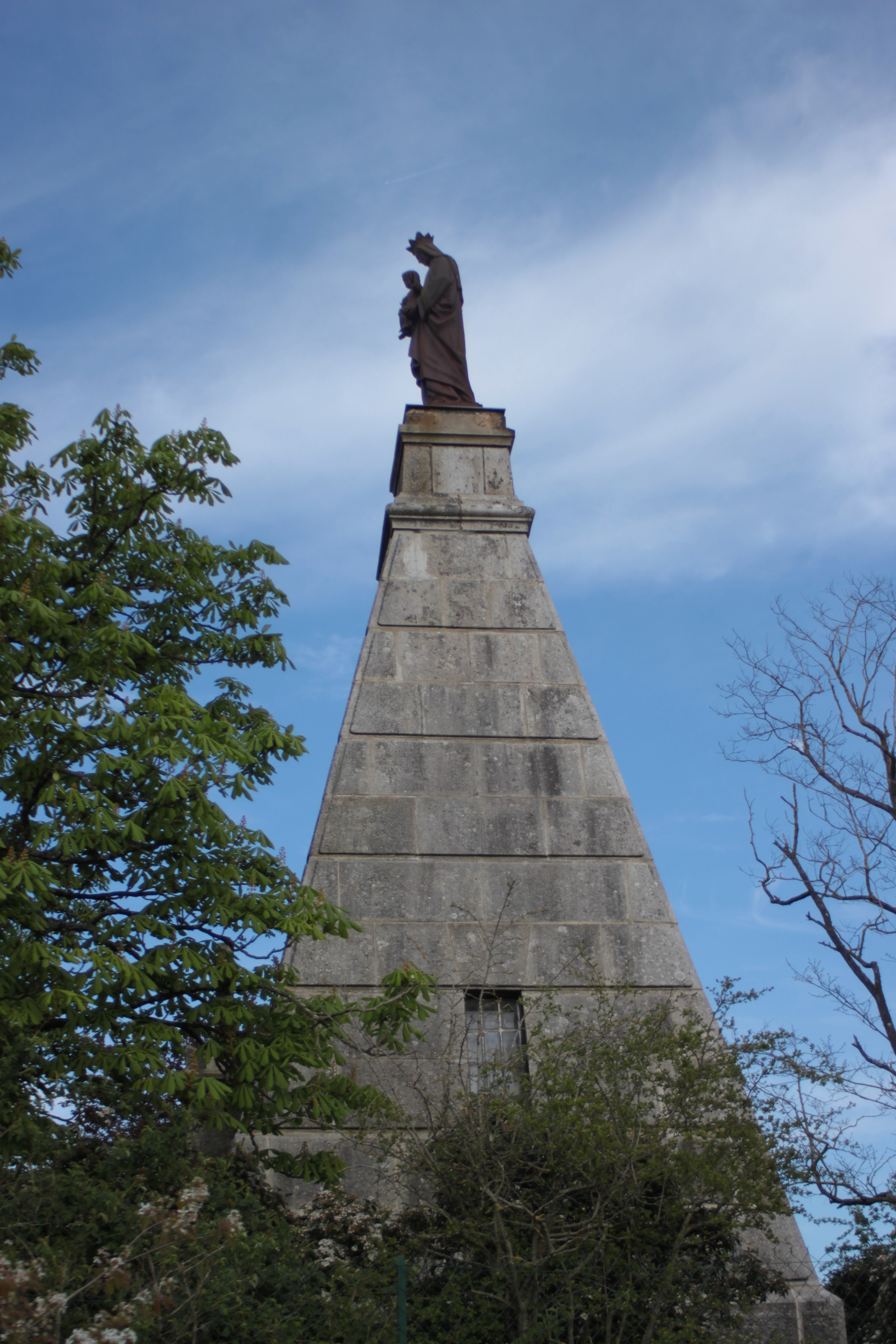
Tombeau d'Edmond Heusschen.
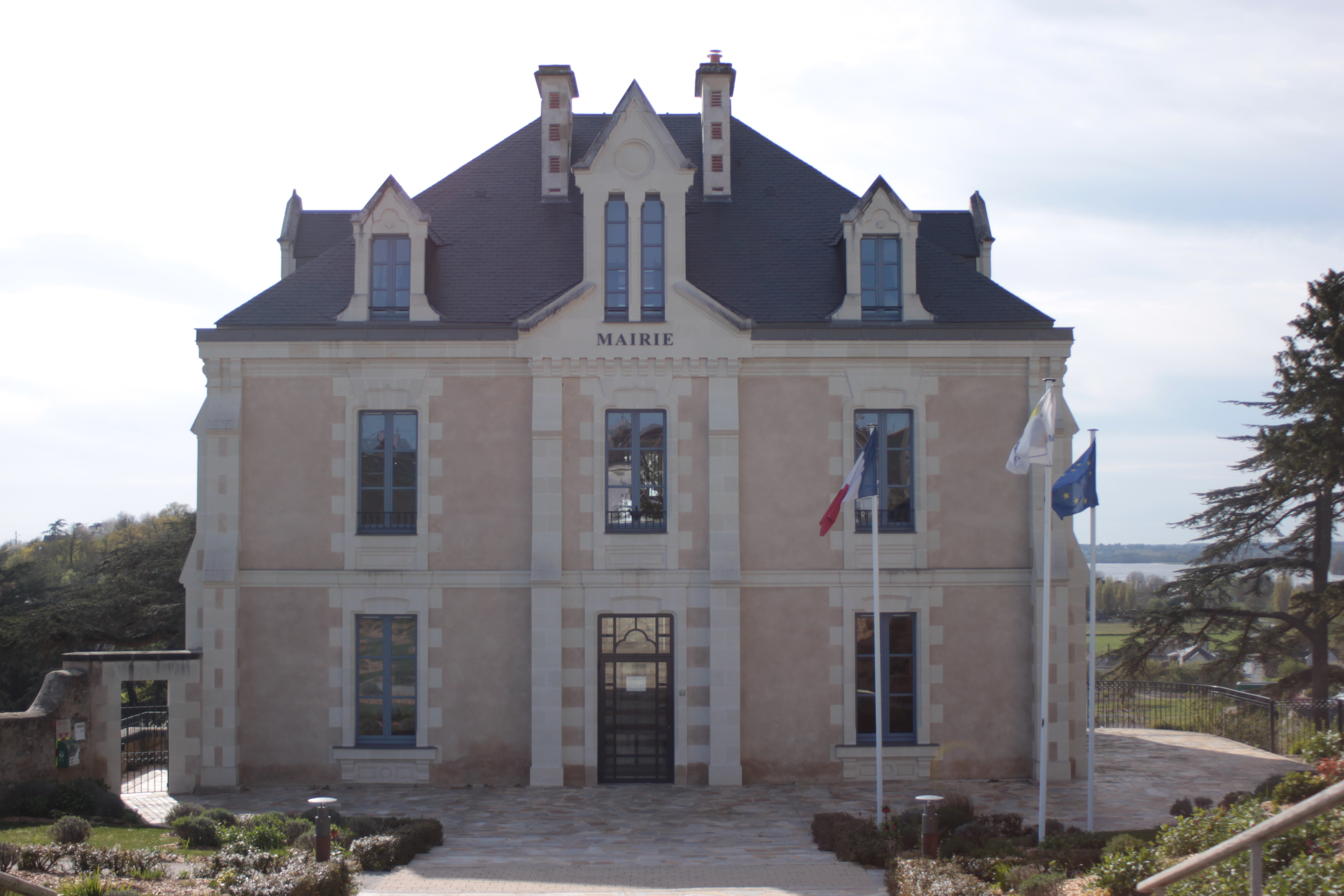
Mairie.
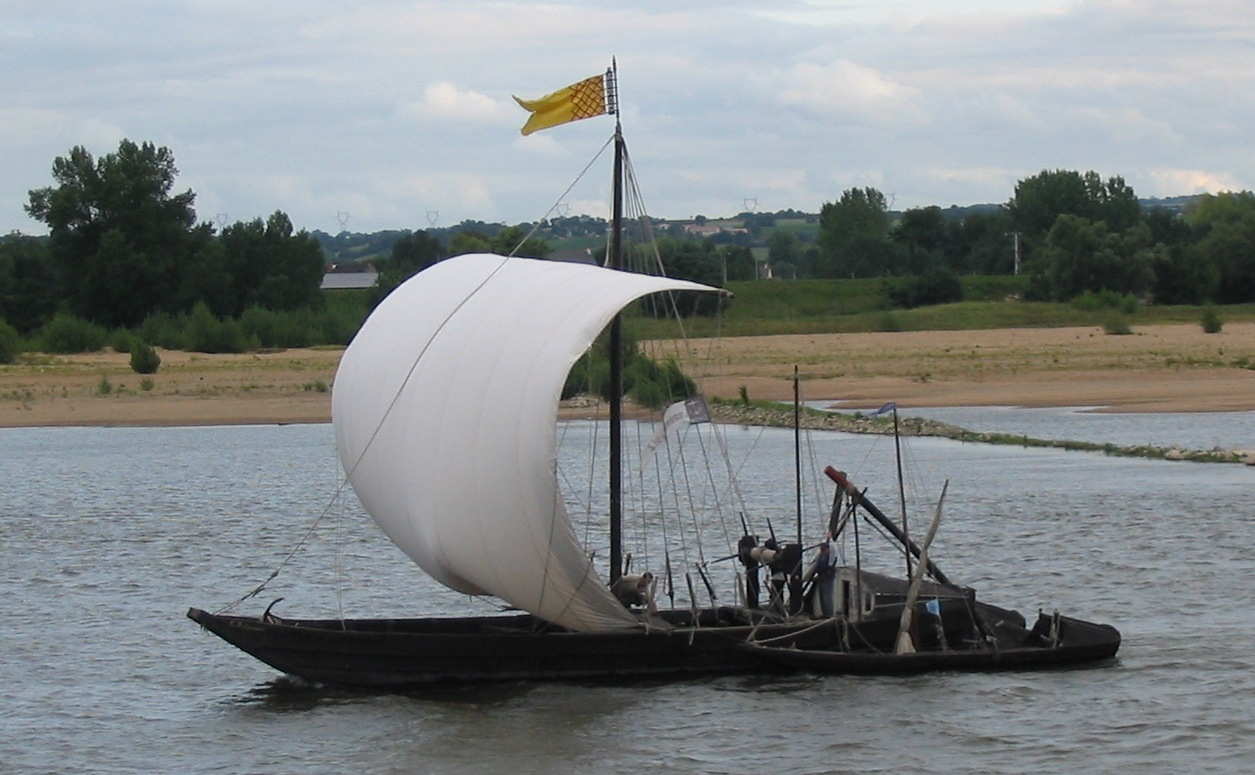
La Gabare la Montjeannaise.

## Personnalités liées à la commune
- René de Montjean (? – † Tunin 1536), dernier seigneur de Montjean, Maréchal de France sous François Ier.
- René Mathurin Clemenceau de la Lande (Montjean-sur-Loire, 1755 - 1821), député de Maine-et-Loire (1791-1792, 1799).
- René-Charles Blachez (1861-1929), avocat et homme politique français, maire, coseiller général et député y est né et mort.
- Edmond Heusschen, auteur d'un ensemble architectural de la carrière et four à chaux de Pincourt (XIXe siècle), composé d'une maison directoriale, d'un four, d'un élévateur à pierre, et de la carrière de pierre à chaux[27].